# Kanton Brignoles
Kanton Brignoles (fr. Canton de Brignoles) je francouzský kanton v departementu Var v regionu Provence-Alpes-Côte d'Azur. Tvoří ho šest obcí.

## Obce kantonu
- Brignoles
- Camps-la-Source
- La Celle
- Le Val
- Tourves
- Vins-sur-Caramy